# Virgile Moine
Virgile Moine (Couroux, 4 maart 1900 – Bern, 31 december 1987) was een Zwitsers politicus.

## Biografie
Virgile Moine, afkomstig uit de Bernese Jura, volgde onderwijs in Tramelan en Moutier en bezocht daarna de kweekschool in Porrentruy. Vervolgens studeerde hij letteren in Neuchâtel en Bern. Van 1923 tot 1933 was hij leraar te Saignelégier. In 1929 promoveerde hij tot doctor in de letterkunde. Van 1933 tot 1948 was hij directeur van de Lerarenopleiding te Porrentruy.
Virgile Moine was politiek actief voor de Vrijzinnig Democratische Partij (FDP) en van 1943 tot 1948 was hij lid van de Nationale Raad (tweede kamer Bondsvergadering). Van 1948 tot 1966 was hij lid van de Regeringsraad van het kanton Bern. Hij beheerde achtereenvolgens de departementen van Justitie (1948-1951) en van Onderwijs (1951-1966). Onder zijn bewind als directeur van het Onderwijsdepartement kwam een nieuwe universiteitswetgeving tot stand en zette hij zich in voor de promotie van de exacte vakken aan de onderwijsinstellingen. Hij was van 1 juni 1951 tot 31 mei 1952 en van 1 juni 1963 tot 31 mei 1964 voorzitter van de Regeringsraad (dat wil zeggen regeringsleider) van de Regeringsraad van het kanton Bern.
Virgile Moine was in de jaren 50 feitelijk de leider van de Vrijzinnig Democratische Partij in het kanton Bern. Als zodanig vertegenwoordigde hij de officiële partijlijn dat de Jura onderdeel moest blijven uitmaken van het kanton Bern. Hierdoor was hij weinig geliefd bij de Jurastische separatisten die een zelfstandig kanton Jura nastreefden.
Hij overleed op 87-jarige leeftijd.
Hij was luitenant-kolonel in het Zwitserse leger.

## Eredoctoraat
- Dr. h.c. aan de faculteit filosofie en natuurkunde aan de Universiteit van Bern